# برات آند ويتني بي دبليو 2000
برات آند ويتني بي دبليو 2000، المعروف أيضًا بالتسمية العسكرية F117 والذي أُشير إليه في البداية باسم JT10D، هي سلسلة من محركات الطائرات التوربينية المروحية ذات الالتفافية العالية، تراوح قوة دفعه بين 37,000 و43,000 رطل قوة (ما يعادل 160 إلى 190 كيلو نيوتن). صُنِع هذا المحرك بواسطة شركة برات آند ويتني، وصُمم خصيصًا لطائرة بوينغ 757. وبصفته المحرك المستخدم في هذه الطائرة، فإنه يُعد منافسًا لمحرك رولز رويس أر بي ٢١١.

## التصميم والتطوير
بدأت شركة برات آند ويتني العمل على محرك JT10D في أكتوبر عام 1971، وكان من المقرر استخدامه في طائرة ماكدونيل دوغلاس واي سي-١٥ ضمن مشروع النقل المتوسط المتقدم للإقلاع والهبوط القصير، وكذلك في طائرة بوينغ 767، والتي كانت تُعرف حينها بالرمز 7X7، وقد شغّل المحرك لأول مرة في أغسطس 1974. وفي ديسمبر 1980، اعتمدت برات آند ويتني نظام تسمية جديد لمحركاتها، ليُصبح اسم المحرك بي دبليو 2037 بدلًا من JT10D.
يُعد بي دبليو 2000 محرك توربيني مروحي عالي الالتفافية، ثنائي البكرة، ويعمل بتدفق هوائي محوري، مع غرفة احتراق حلقية، وهو مزوّد بنظام تحكم رقمي كامل بالقدرة (FADEC) ثنائي القناة. وقد حصل على شهادة الاعتماد في عام 1984، ليصبح أول محرك طيران مدني يُدار بهذا النظام.
تملك شركة أم تي يو للمحركات الجوية حصة قدرها 21.2% في مشروع هذا المحرك، وقد تولّت تطوير التوربين منخفض الضغط وغطاء مخرج التوربين، إلى جانب إنتاج أجزاء مهمة من التوربين منخفض الضغط، وغطاء عادم التوربين، وأجزاء من ضاغط الضغط العالي والتوربين عالي الضغط.
كان أول طراز من سلسلة بي دبليو 2000 هو بي دبليو 2037، وقد استُخدم لتشغيل طائرة بوينغ 757-200، ودخل الخدمة في 1 يناير 1983 مع شركة إيسترن إيرلاينز، التي كانت أول زبون مدني لهذا المحرك.
إلى جانب طائرة 757، تُستخدم محركات سلسلة بي دبليو 2000 أيضًا في طائرة النقل العسكري بوينغ سي-١٧ غلوب ماستر ٣، حيث تحمل التسمية العسكرية F117، ويُستخدم الطراز F117-بي دبليو -100 تحديدًا على هذه الطائرة. وقد أُجري أول طيران لهذا المحرك على متن طائرة سي-17 في عام 1991. ولا تزال شركة برات آند ويتني تتولى صيانة محركات F117 لصالح الجيش الأميركي، وقد حصلت في يونيو 2023 على تعديل عقد بقيمة 5.5 مليار دولار لأغراض الصيانة في كل من سان فرانسيسكو (كاليفورنيا)، وكولومبوس (جورجيا)، وقاعدة تينكر الجوية (أوكلاهوما)، وذلك حتى سبتمبر 2027.
كما استُخدم محرك بي دبليو 2000 أيضًا على طائرة إليوشن Il-96M، حيث أُجري أول طيران له على هذه الطائرة في عام 1993.
في 16 أكتوبر 2008، أوصت المجلس الوطني لسلامة النقل الأميركي بأن تصدر إدارة الطيران الفيدرالية إجراءات فحص عاجلة لطراز بي دبليو 2037، وذلك عقب حادث فشل غير محتوى في التوربين وقع في أغسطس 2008. وأوصى المجلس بأن تُفحص المحركات التي تجاوزت عددًا معينًا من ساعات الطيران أو الدورات التشغيلية، أقل من تلك التي سجّلها المحرك المتضرر، وأن يُعاد فحصها على فترات منتظمة.
أما أحدث طراز في هذه السلسلة فهو بي دبليو 2043، وقد أُطلق في عام 1994، ويولد قوة دفع تزيد على 43,000 رطل قوة (190 كيلو نيوتن). ويمكن ترقية الطرازات السابقة من المحرك إلى إصدار بي دبليو 2043.

## الخصائص العامة
- النوع: محرك توربيني مروحي (Turbofan)
- الطول: 146.8 بوصة (3,729 ملم)
- القطر: 78.5 بوصة (1,994 ملم)
- الوزن الجاف: 7,100 رطل (3,221 كغ)

### المكونات
- الضاغط:
  - ضاغط محوري
  - مروحة أمامية ذات مرحلة واحدة تحتوي على 36 شفرة
  - أربع مراحل ضغط منخفض (LP)
  - اثنتا عشرة مرحلة ضغط عالٍ (HP)
- غرف الاحتراق: حلقية (Annular)
- التوربين:
  - مرحلتان للضغط العالي (HP)
  - خمس مراحل للضغط المنخفض (LP)
- نوع الوقود:
  - Jet-A
  - كيروسين الطيران

### الأداء
- الحد الأقصى لقوة الدفع: من 38,400 إلى 43,734 رطل قوة (170.81 إلى 194.54 كيلو نيوتن)
- نسبة الضغط الكلية: من 27.6 إلى 31.2:1
- نسبة الالتفافية: 6.0:1
- نسبة الدفع إلى الوزن: من 5.41 إلى 6.16